# Tannenfeld
Tannenfeld ist ein Ortsteil von Löbichau im Landkreis Altenburger Land in Thüringen.

## Lage
Tannenfeld liegt auf einer bewaldeten Anhöhe im Landschaftsschutzgebiet Sprottetal, etwa zwei Kilometer südlich des Hauptortes Löbichau und etwa 20 Kilometer (Luftlinie) südwestlich der Kreisstadt Altenburg. Eine Zufahrtsstraße mündet in die unmittelbar nördlich vorbeiführende B 7 (Abschnitt Ronneburg – Schmölln). Südlich vom Ort verläuft die Bundesautobahn 4. Die geographische Höhe des Ortes beträgt 290 m ü. NN.

## Geschichte
Die urkundliche Ersterwähnung als Tanniveld erfolgte im Zeitraum der Jahre 1181–1214 im Zehntregister des Klosters Bosau. In früherer Zeit befand sich im Ort vermutlich ein eigener Rittersitz mit einem nicht unbedeutenden Dorfe, welche später während eines Krieges gänzlich zerstört wurden. Tannenfeld wurde von einem späteren Besitzer an die Besitzer von Schloss Löbichau abgetreten oder verkauft. Der Zeitpunkt ist jedoch unbekannt.
Tannenfeld gehörte als Zubehör des Schlosses Löbichau zum wettinischen Amt Altenburg, welches ab dem 16. Jahrhundert aufgrund mehrerer Teilungen im Lauf seines Bestehens unter der Hoheit folgender Ernestinischer Herzogtümer stand: Herzogtum Sachsen (1554 bis 1572), Herzogtum Sachsen-Weimar (1572 bis 1603), Herzogtum Sachsen-Altenburg (1603 bis 1672), Herzogtum Sachsen-Gotha-Altenburg (1672 bis 1826). Bei der Neuordnung der Ernestinischen Herzogtümer im Jahr 1826 kam der Ort wiederum zum Herzogtum Sachsen-Altenburg.
Nach der Verwaltungsreform im Herzogtum gehörte Tannenfeld bezüglich der Verwaltung zum Ostkreis (bis 1900) bzw. zum Landratsamt Ronneburg (ab 1900). Das Dorf gehörte ab 1918 zum Freistaat Sachsen-Altenburg, der 1920 im Land Thüringen aufging. 1922 kam Tannenfeld als Gemeindeteil von Kleinstechau zum Landkreis Gera.
Durch die Eingemeindung der Gemeinde Kleinstechau nach Löbichau wurde Tannenfeld am 1. Juli 1950 ein Ortsteil der Gemeinde Löbichau. Bei der zweiten Kreisreform in der DDR wurden 1952 die bestehenden Länder aufgelöst und die Landkreise neu zugeschnitten. Somit kam Tannenfeld als Ortsteil der Gemeinde Löbichau mit dem Kreis Schmölln an den Bezirk Leipzig, der seit 1990 als Landkreis Schmölln zu Thüringen gehörte und bei der thüringischen Kreisreform 1994 im Landkreis Altenburger Land aufging.

## Schlossanlage Tannenfeld
Die kleine spätbarocke Schlossanlage mit Landschaftspark im englischen Stil entstand um 1800 als Sommersitz für die damalige Herzogin Dorothea von Kurland, welche den Ort 1796 im Zusammenhang mit Schloss Löbichau erworben hatte. Zusammen mit Schloss Löbichau bildete das „Schlösschen Tannenfeld“ bis 1821 den sogenannten „Musenhof Löbichau“. Besonders auch durch seine Besitzerin zog er zahlreiche illustre Gäste aus Politik und Kulturleben wie Friedrich Arnold Brockhaus, Jean Paul und Johann Wolfgang von Goethe an.
Im Jahr 1899 erwarb Dr. Arthur Tecklenburg (1870–1957), ein Schüler des im nahen Jena lehrenden Otto Binswanger, das Anwesen und errichtete eine anspruchsvolle private Heil- und Pflegestätte für Psychiatrie und Neurologie, in der auch der junge Hans Fallada von Februar 1912 bis Juli 1913 Patient war. Das Schlösschen wurde 1899 weitgehend umgestaltet, 1911 erfolgte noch ein stilgerechter Anbau und die Anlage eines kleinen französischen Gartens nach Süden hin. Tecklenburg baute die Gesamtanlage großzügig zum Kurhaus Tannenfeld aus. Er errichtete Bettenhäuser und Villen mit klangvollen Namen wie Tannegg, Planegg, Talegg-Waldegg und 1910 das Haus Brunegg als Empfangsgebäude und Chefarztwohnung. Wirtschaftsgebäude und Wasserturm waren 1905 gebaut worden. In den 1920er Jahren kamen zwei Liegehallen im Park dazu.
Der 15 Hektar große Park mit seltenen Bäumen wurde saniert, ab 1908 erfolgte die Anpflanzung einer Vielzahl von Azaleen und Rhododendren in großer Artenvielfalt. Mittelpunkt der Parkanlage, die in Wald überging, war ein reizvoller Teich mit Insel und durchlaufendem kleinen Bach.
Nachfolger von Tecklenburg wurde sein Schwiegersohn Dr. Lemmer. Nach dessen Tod, der Enteignung des Schlosses 1945 unter der sowjetischen Besatzung und weiterem Druck entschloss sich der inzwischen 79-jährige Tecklenburg, die ihm verbliebenen Häuser 1949 an die Sozialversicherungsanstalt des Landes Thüringen abzugeben. Von 1951 bis 1985 beherbergte die Anlage eine Fachklinik für Neurologie und Psychiatrie. Nach dem Ausscheiden des Direktors Rolf Schubert (1950 bis 1985) fand sich kein Nachfolger dieses Fachgebiets. Es zog ein Rehabilitationszentrum für Herz-Kreislauf-Erkrankungen, psychosomatische Störungen und Erkrankungen des rheumatischen Formenkreises in die Gebäude ein, zuletzt ein Altersheim.
Seit 2002/2004 stehen das Schloss und die Häuser fast alle leer. Der Landschaftspark hat seinen Reiz bewahrt, wenn auch der frühere Mittelpunkt Teich völlig verschlammt ist. Eine der beiden Liegehallen ist verfallen.
Die Gesamtanlage Tannenfeld ist ein Kulturdenkmal nach dem Thüringer Denkmalschutzgesetz. Der Landkreis Altenburger Land verkaufte 2017 die Gesamtanlage an eine Investorengruppe, die dort ein Pflegeheim für Demenzkranke aufbauen will. Besonders im Monat Mai, wenn der Rhododendron in unzähligen Formen und Farben erblüht, ist der Park Tannenfeld ein Paradies zum Spazierengehen.

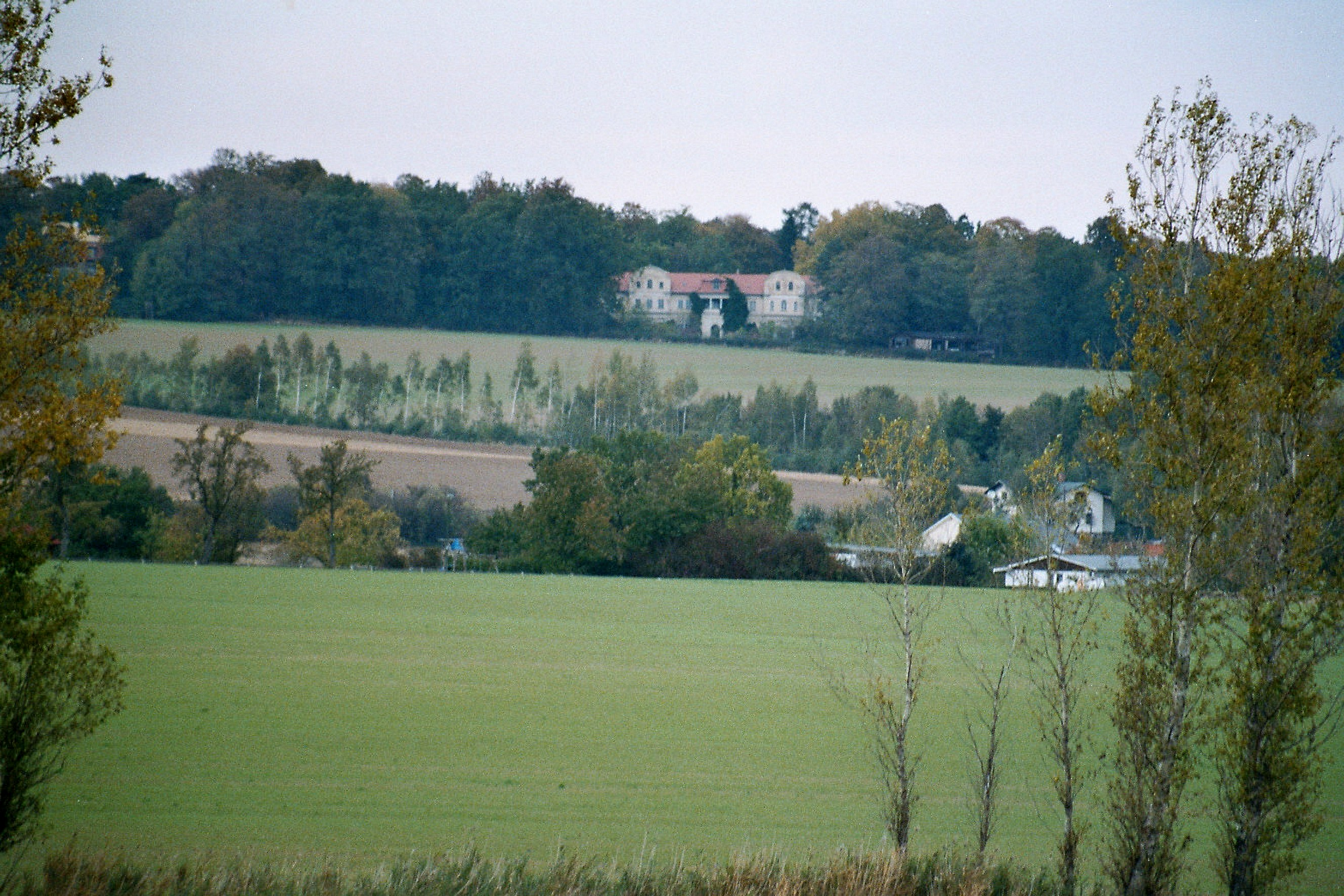
Blick von Burg Posterstein
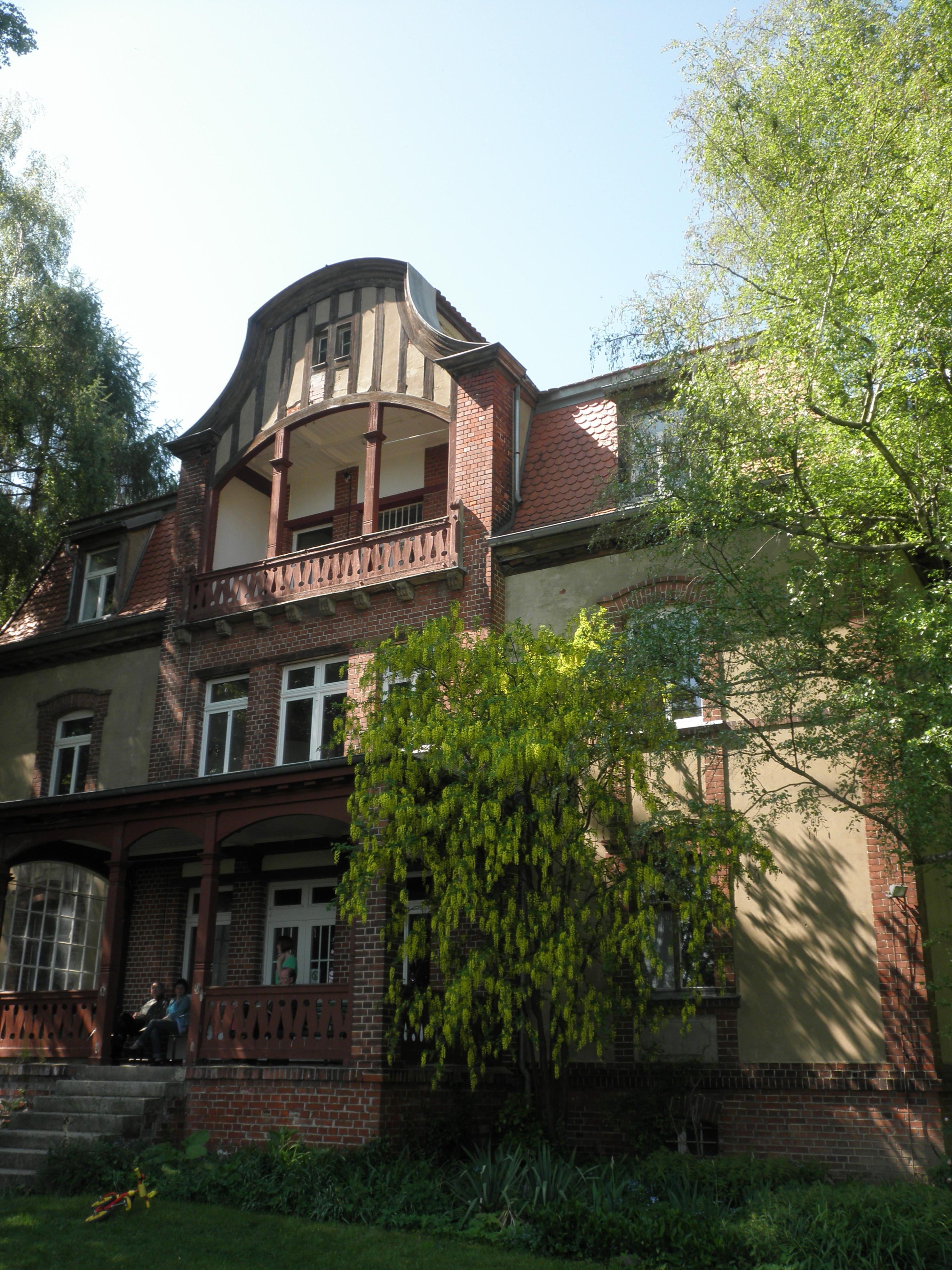
Villa Planegg in Tannenfeld
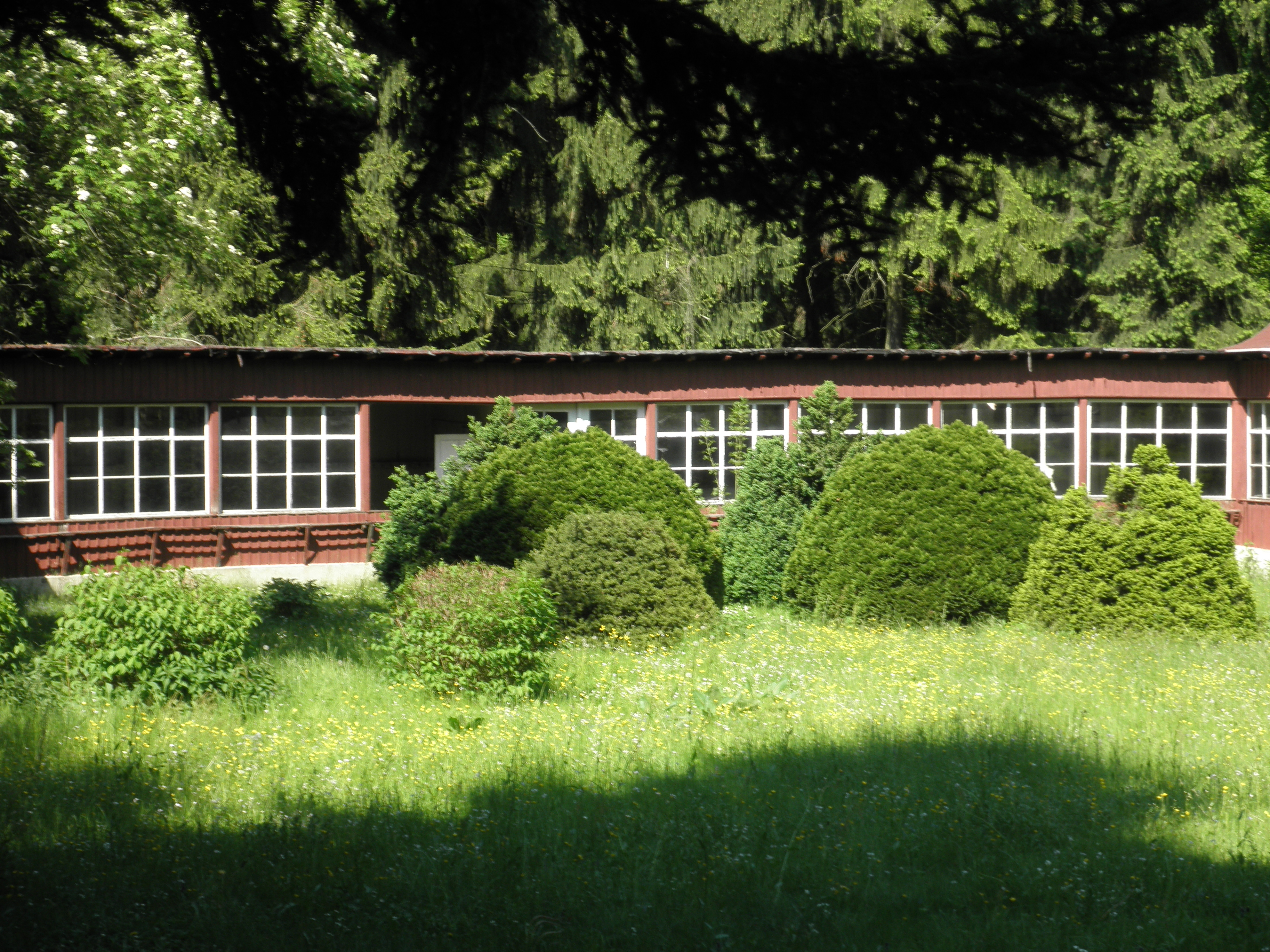
Liegehalle in Tannenfeld
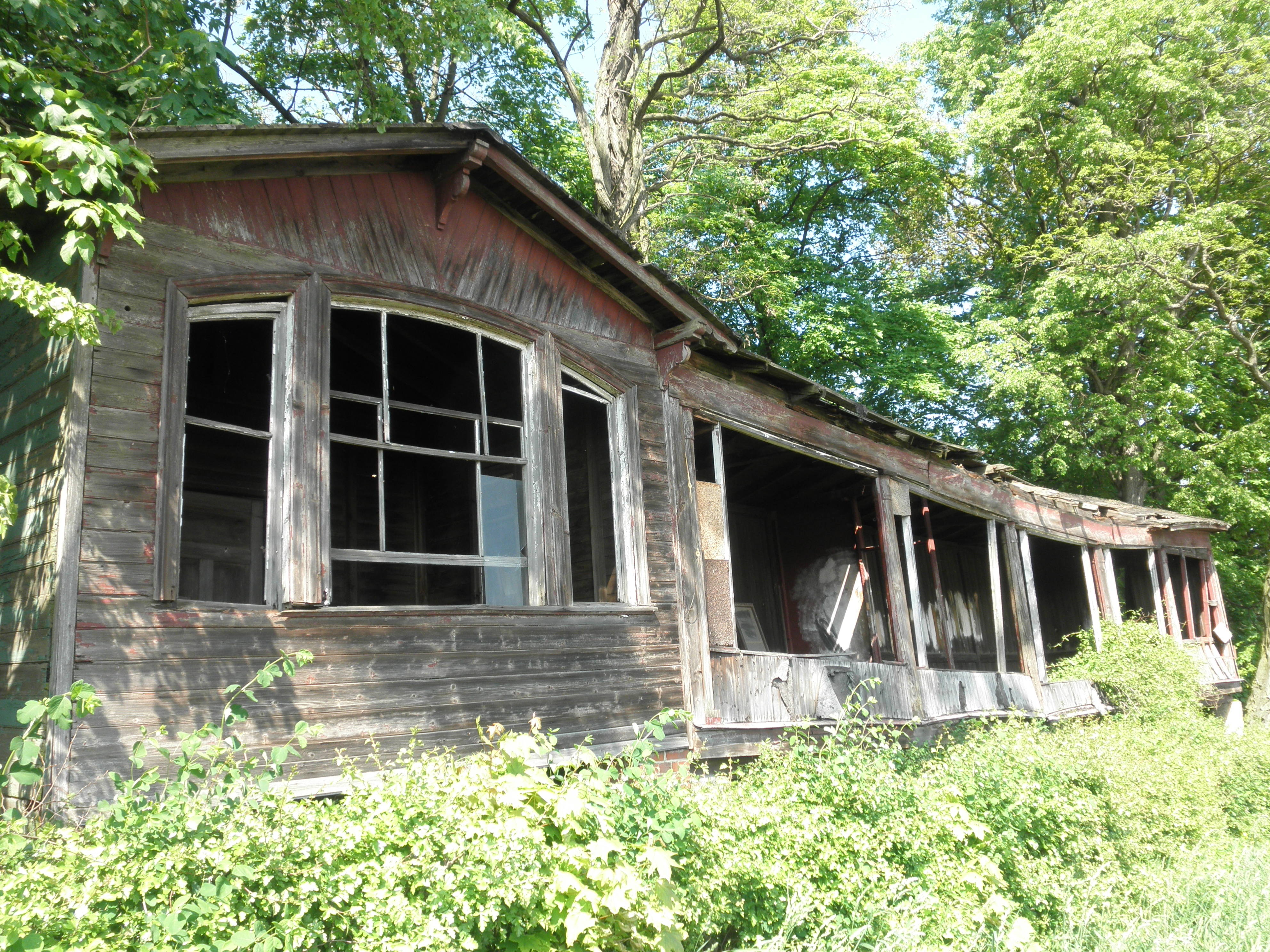
Verfallene Liegehalle
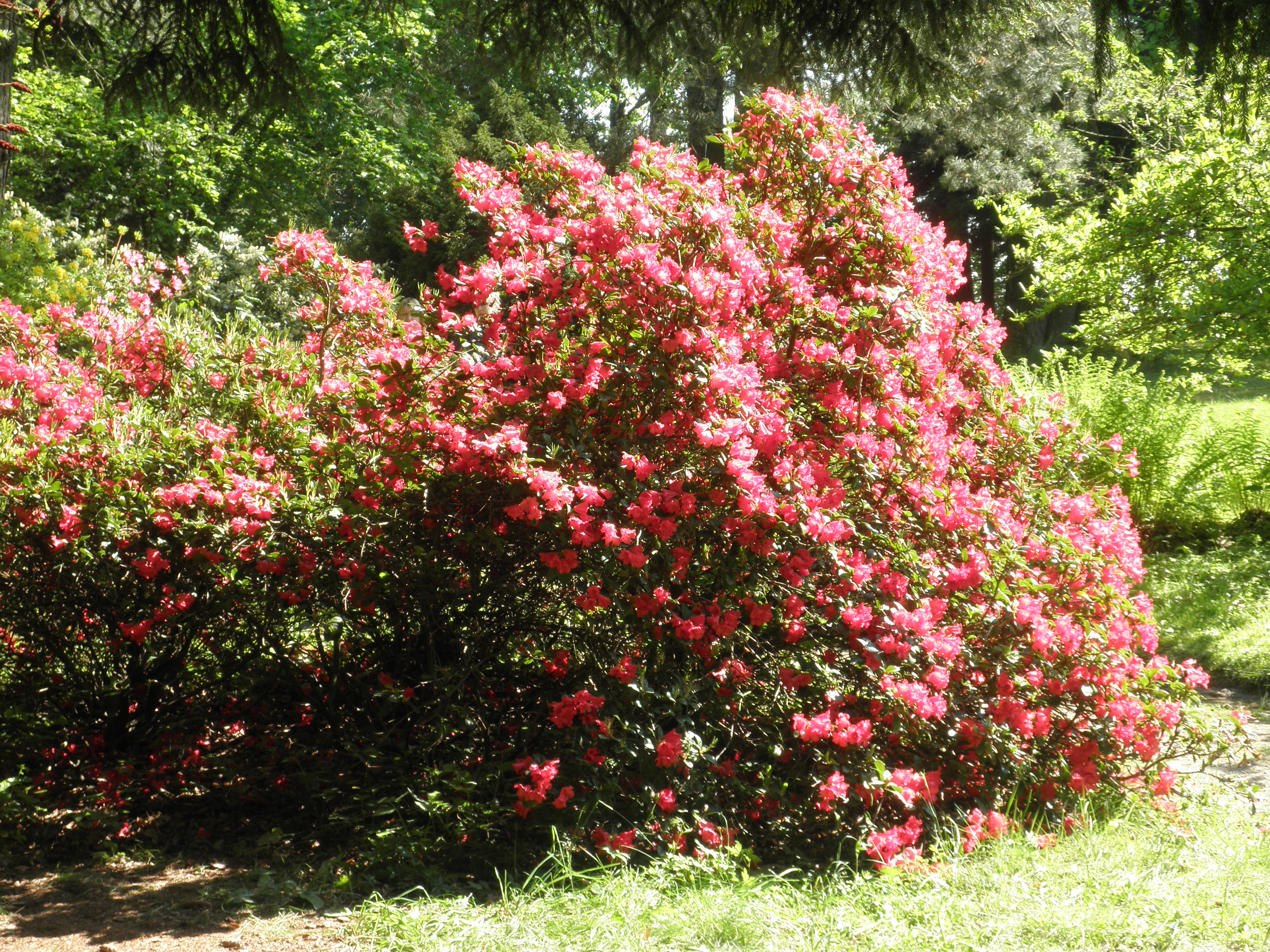
Rhododendron im Park Tannenfeld
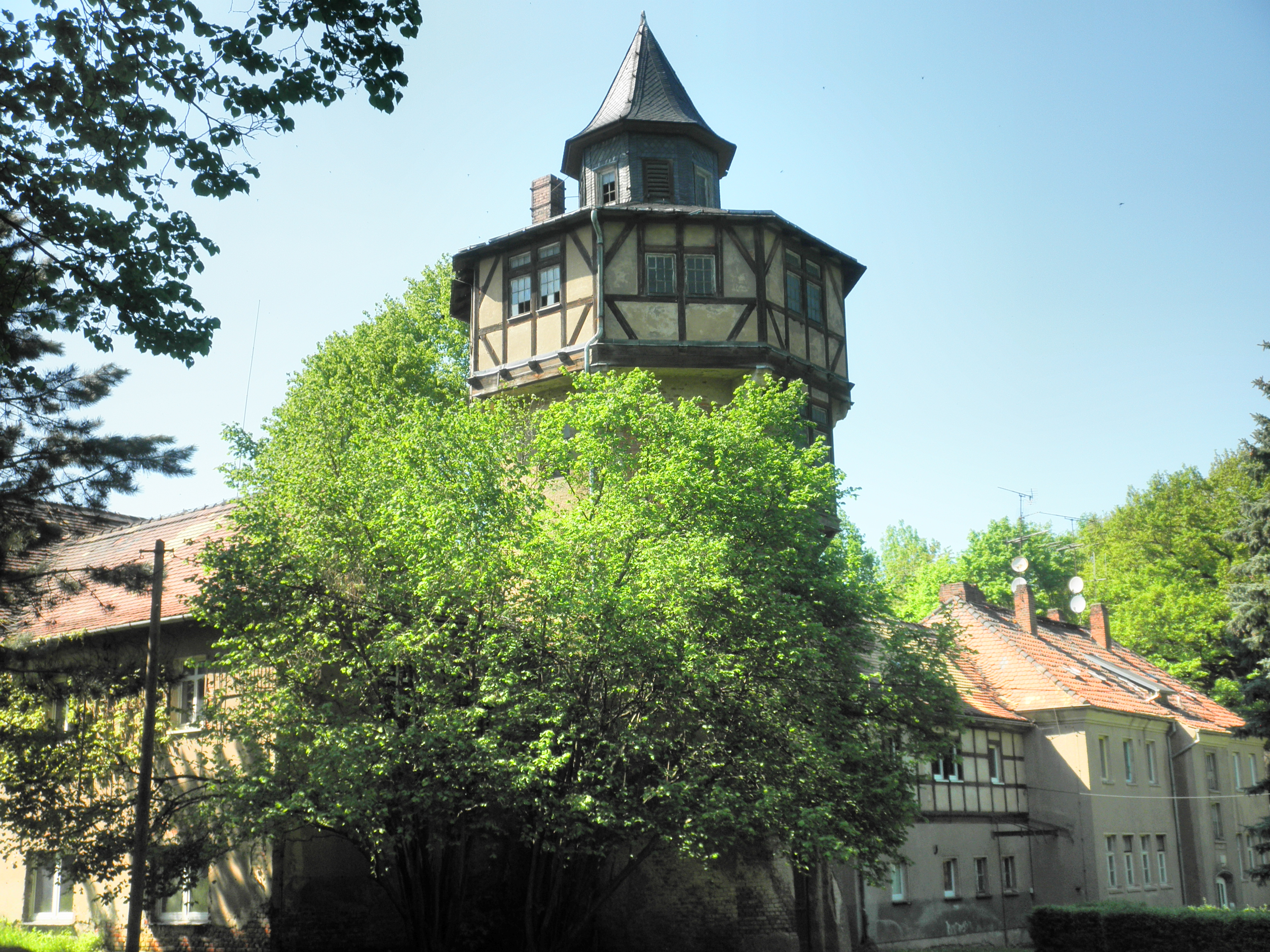
Wasserturm in Tannenfeld